# Les Châtiments
Les Châtiments (‘Els castigs’) és una antologia de poemes de Victor Hugo on satiritza els polítics de la seva època. Va eixir el 1853 i una nova versió eixamplada va sortir el 1870. El va escriure durant l'exili voluntari a Brussel·les i a l'illa de Jersey.
Publicats el 1853, els poemes equiparen l'Imperi a un crim que castiga el poble (d'aquí el títol), especialment les classes baixes. Contenen molts episodis que l'autor va viure de primera mà i que mostren la situació miserable dels treballadors, enfront del luxe d'un govern il·legítim. Hi compara Napoleó III, el seu enemic preferit, amb l'emperador romà Neró. El recull és ple d'horror i indignació, però acaba amb el compromís d'Hugo amb el progrés i la pau i la seva creença en la llibertat i la fraternitat.
Pels seus atacs, va haver d'exiliar-se. El to humorístic que suavitza les atrocitats narrades prové de la comparació dels líders amb cruels emperadors romans i bèsties. Aquesta animalització va ser un dels trets que més va agradar el públic i l'obra va ser un gran èxit, llegida fins i tot pels qui apareixien caricaturitzats, que van intentar debades una reconciliació amb Hugo.